# Hans Binder
Hans Binder (Innsbruck, 1948. június 12.) osztrák autóversenyző.

## Pályafutása
1972-ben megnyerte az európai Formula Ford bajnokságot. Az ezt követő években az európai Formula–2-es bajnokság több futamán is részt vett, legjobb eredménye egy második pozíció az 1975-ös salzburgringi viadalról.
1976 és 1978 között a Formula–1-es világbajnokság tizenöt versenyén indult. Az Ensign, a Wolf, a Surtees, valamint az ATS csapatoknál szerepelt. Pontot egy alkalommal sem szerzett, legjobb helyezését az 1977-es holland nagydíjon érte el, amikor is nyolcadikként ért célba.

## Eredményei

### Teljes Formula–1-es eredménylistája
(Táblázat értelmezése)

(Félkövér: pole-pozícióból indult; dőlt: leggyorsabb kört futott) 

| Év   | Csapat             | Modell          | Motor       | 1      | 2      | 3      | 4      | 5     | 6      | 7   | 8   | 9   | 10  | 11     | 12     | 13    | 14     | 15     | 16     | 17     | Helyezés | Pont |
| ---- | ------------------ | --------------- | ----------- | ------ | ------ | ------ | ------ | ----- | ------ | --- | --- | --- | --- | ------ | ------ | ----- | ------ | ------ | ------ | ------ | -------- | ---- |
| 1976 | Team Ensign        | Ensign N176     | Cosworth V8 | BRA    | RSA    | USW    | ESP    | BEL   | MON    | SWE | FRA | GBR | GER | AUT Ki | NED    | ITA   | CAN    | USA    |        |        | -        | 0    |
| 1976 | Walter Wolf Racing | Williams FW05   | Cosworth V8 |        |        |        |        |       |        |     |     |     |     |        |        |       |        |        | JPN Ki |        | -        | 0    |
| 1977 | Durex Team Surtees | Surtees TS19    | Cosworth V8 | ARG Ki | BRA Ki | RSA 11 | USW 11 | ESP 9 | MON Ki | BEL | SWE | FRA | GBR | GER    |        |       |        | USA 11 | CAN Ki | JPN Ki | -        | 0    |
| 1977 | ATS Racing Team    | Team Penske PC4 | Cosworth V8 |        |        |        |        |       |        |     |     |     |     |        | AUT 12 | NED 8 | ITA Nk |        |        |        | -        | 0    |
| 1978 | ATS Racing Team    | ATS HS1         | Cosworth V8 | ARG    | BRA    | RSA    | USW    | MON   | BEL    | ESP | SWE | FRA | GBR | GER    | AUT Nk | NED   | ITA    | USA    | CAN    |        | -        | 0    |

## Külső hivatkozások
- Profilja a grandprix.com honlapon (angolul)
- Profilja a statsf1.com honlapon (angolul)